# سعد بني
السّعد البني (باللاتينية: Cyperus fuscus) نوع نباتي يتبع جنس السعد من الفصيلة السعدية.

## الموئل والانتشار
موطنه بلاد الشام ومصر والمغرب العربي وتركيا والقوقاز معظم مناطق أوروبا.

## مرادفات للاسم العلمي
- (باللاتينية: Cyperus calidus A. Kern.)
- (باللاتينية: Cyperus virescens Hoffm.)